# Dichodontium flavescens
Dichodontium flavescens är en bladmossart som beskrevs av Lindberg 1878. Dichodontium flavescens ingår i släktet Dichodontium och familjen Dicranaceae. Inga underarter finns listade i Catalogue of Life.